# سلاتینا (کنگاژواتس)
سلاتینا (به صربی: Slatina) یک منطقهٔ مسکونی در صربستان است که در کنگاژواتس واقع شده‌است. سلاتینا ۱۲۴ نفر جمعیت دارد.